# Rannachbach (Rötschbach, Gratkorn)
Der Rannachbach, auch als Rannachbach II bezeichnet  ist ein fast 2,6 Kilometer langer Waldbach im Gebiet der Marktgemeinde Gratkorn im Bezirk Graz-Umgebung in der Steiermark. Er entspringt im östlichen Grazer Bergland in einem Graben zwischen der Hohen Rannach und dem Geierkogel und mündet von links kommend in den Rötschbach.

## Verlauf
Der Rannachbach entsteht in einem Waldgraben der von der Hohen Rannach im Norden und dem Geierkogel im Süden gebildet wird auf etwa 913 m ü. A. Wenige Meter nördlich der Quelle verläuft die Gemeindegrenze zu Stattegg.
Der Bach fließt anfangs durch ein Waldgebiet relativ gerade nach Nordwesten, wobei er mehrere Forststraßen quert. Rund 1,5 Kilometer nach seiner Quelle schwenkt er nordöstlich des Gastbauerkogels in seinem Lauf nach Westnordwest. Etwa 600 Meter nach seiner Kursänderung nimmt der Bach erneut einen Nordwestkurs ein, auf dem er auch bis zu seiner Mündung bleibt. Rund 60 Meter nach der Änderung des Laufes unterquert er den Gastbauerkogelweg, dessen Straßenverlauf er auch bis zu seiner Mündung begleitet und auch erneut quert. Der Rannachbach durchläuft einen Graben, der im Norden von der Hohen Rannach und im Süden von Geierkogel, Fuchskogel und Gastbauerkogel gebildet wird.
Nach fast 2,6 Kilometer langem Lauf mündet der Bach mit einem mittleren Sohlgefälle von rund 17 % etwa 446 Höhenmeter unterhalb seines Ursprungs an der Gemeindegrenze von Gratkorn und Semriach, etwa 20 Meter südlich der Landesstraße L318, der Semriacherstraße und rund 50 Meter südlich des Bauernhofes vulgo Gastbauer nordöstlich der Streusiedlung Rötschgraben in den Rötschbach.
Auf seinem Lauf nimmt der Rannachbach keine anderen Wasserläufe auf.